# Striamea magna
Striamea magna is een spinnensoort uit de familie Dipluridae. De soort komt voor in Colombia.